# 駐立陶宛台灣代表處
駐立陶宛台灣代表處是中華民國于2021年11月18日設於立陶宛首都維爾紐斯的實質大使館。是繼台湾驻索马里兰共和国代表处之后，在欧洲第一個以“臺灣”名義設立的代表機構，也是目前唯一在中华人民共和国邦交國以「台灣」為名設立的代表機構。

## 政治背景
中華民國的非邦交國通常是中华人民共和国邦交國。中華民國外交部在此类国家所設立的外交代表機構，受限于中华人民共和国的“一个中国”原则，命名为臺北經濟文化代表處、臺北代表處等。在中华人民共和国政治习惯中，「臺灣」相比「臺北」有台独含义。中华人民共和国外交部部长王毅将使「臺灣」一名定义为制造“一中一台”。不過在英文名稱方面，該館則使用了較溫和的「Taiwanese」（直译为台灣人的、台灣的），而非直接使用「Taiwan」。此前，台灣駐索馬利蘭共和國代表處的英文名称即使用「Taiwan Representative Office」（直译为台湾代表处）。
中华人民共和国官员和臺灣媒体報導指稱此代表處是「第一個」在中華人民共和國的邦交國中以「臺灣」為名設立的外交機構，但之前已有臺灣駐巴林王國商務代表團、駐玻利維亞臺灣商務辦事處、臺灣駐利比亞商務代表處等，但均在本處設立前改名或裁撤。

## 代表處歷史
2021年3月23日，立陶宛政府為在年底赴台設立貿易辦事處而正式向國會提案修改《公務員法》，使公務員得向非邦交國派駐貿易代表。6月30日，立陶宛外交部長格比亞魯斯·藍斯柏吉斯表示加強外交的是整套亞太計劃，解釋除了在澳洲設立大使館，也會在韓國、新加坡以及臺灣設立外交代表機構，特別提及台灣。
2021年7月20日，中華民國外交部部長吳釗燮宣布預計在立陶宛首都維爾紐斯設立「駐立陶宛台灣代表處」。這將是中華民國继2003年设立駐斯洛伐克代表处后，相隔18年后再次在欧洲国家设立代表处
2021年9月30日，立陶宛國會修法通過政府可在未設立正式外交代表機構的國家地區設立經貿代表處，立陶宛經濟及創新部部長奧什麗內·阿爾莫奈特宣佈法律生效後，將徵選駐台經貿代表處首長。
駐立陶宛台灣代表處於2021年11月18日正式運作。
2022年11月7日，駐臺灣「立陶宛貿易代表處」（Lithuanian Trade Representative Office）正式運作，由首任代表盧思融（Paulius Lukauskas）與中華民國外交部歐洲司長姚金祥見證。

## 各方反應

### 中華民國
中華民國總統蔡英文在脸书指駐立陶宛台灣代表處为“重要外交突破”。她表示，是继2003年在斯洛伐克设立代表处后，相隔18年后再次在欧洲国家设立代表处，因此这是“别具意义的重要外交成果”。行政院院長蘇貞昌表示，立陶宛同意让台湾以台湾名义设处的重要意义，就是让台湾用台湾名义走在世界看得见的地方。
2021年11月18日代表處成立後，前中華民國副總統陳建仁應立方外交部邀請，出席2021年11月19日至20日於維爾紐斯舉辦的「民主未來－對抗極權主義高階論壇」。與會政要包括美國國務次卿烏茲拉·澤雅等人，陳建仁指出，即使威權主義擴張與威脅，台立歷來仍然堅持做自由民主生活方式的堡壘，並為區域穩定及世界繁榮積極貢獻。中華民國大陸委員會則譴責中國大陸「蠻橫不堪」。

### 立陶宛
立陶宛外交部、經濟暨創新部皆轉發中華民國外交部的Twitter推文，表達歡迎。立陶宛總統瑙塞達表示：「作為主權獨立國家，立陶宛可自行決定與哪些國家或地區發展關係，缺乏相互尊重的國與國關係無法被接受」。
2021年8月11日，立陶宛外交部長藍斯柏吉斯說與中方的外交風波「令人失望」，甚至「令人無法接受」。他表示立陶宛「並未做錯任何事」，該決定也不意味立方將會變動大使館層級的運作和承認外交關係，他有信心與中方恢復共識。不過11月中方最終仍將關係調整為代辦級，對此立陶宛外交部表示遺憾：「立陶宛重申堅守『一個中國』政策，但同時也有權擴大與台灣合作。」。
2021年10月28日，立陶宛總統瑙塞達在與臺灣企業家代表團會面時再度表示「中國不應對立陶宛開設臺灣代表處這一決定表現得如此憤怒，立陶宛作為一個主權獨立的國家，不會改變對臺灣的立場，立陶宛希望與那些我們想與之發展合作的地區和國家建立經濟、文化等聯繫。中國政府應該平靜地接受立陶宛做出的與臺灣有關的決定。」瑙塞達同時強調，立陶宛支持一個中國的政策，這一點早在1991年就已經宣布了。立陶宛經濟暨創新部長阿爾莫奈特亦作類似聲明。
代表處成立典禮中，立陶宛國父维陶塔斯·兰茨贝吉斯則親自出席，立陶宛國會外交委員會主席帕維裡奧尼斯直指這是自由民主的勝利，與駐立陶宛代表黃鈞耀熱絡互動；友台小組主席馬爾德基斯認為，台灣代表處成立對曾見證國家重獲獨立的立陶宛人而言意義重大，他也與捷克參議院外交、國防與安全事務委員會主席帕維爾·費歇爾通話，期待捷克等中東歐國家能仿效立陶宛，退出與中國的「17＋1」互動機制。
2022年1月4日，立陶宛总统瑙塞达表示，立陶宛政府允許以台湾的名义在维尔纽斯设立代表处是一个错误，强调问题出在代表处的名称上，没有与总统进行协调。瑙塞达又说，代表处的名称对立陶宛与中国大陆之间的关系有很大的影响，表示“现在我们得处理这个后果”，1月5日，瑙塞达再次明确称，支持台北设立非外交的贸易办事处。1月27日，瑙塞達再度要求台灣駐立陶宛機構改名。此前，立陶宛前总统阿达姆库斯就此事件公开批评，强调与中国大陆的冲突导致立陶宛受到巨大损失，立陶宛议会、政府和总统应该在所谓“支持或不支持”、“承认或不承认”台湾的问题上达成一致。立陶宛经济与创新部部长阿尔莫奈特表示对中立关系感到担忧，希望中立关系能够缓和。立陶宛影子内阁也認為，希望立中关系正常化，表示承认台湾是中国领土不可分割的一部分，希望立政府纠正错误，将台湾驻立代表处改名为台北代表处。立陶宛國會議長希米利特則表示不認同改名，並質疑瑙塞達為何等到中國施加政經壓力後才批評這項決策。
2022年2月6日，立陶宛外交部長藍斯柏吉斯出訪新加坡及澳洲，行前接受澳洲媒體專訪時表示，此行將與澳洲官員討論中國脅迫及貿易制裁，並澄清立陶宛打算更改台灣代表處的名稱一事，他的說法是「他們的正式名稱不會改變。政府堅守已達成的協議。」
2024年5月，爭取連任的立陶宛總統吉塔納斯·瑙塞達要求駐立陶宛台灣代表處名稱將「台灣」改為「台北」，以改善與中國大陸的關係。

### 中华人民共和国
中华人民共和国政府在2021年7月20日有消息時即表示堅決反对。外交部发言人赵立坚在记者会上表示强烈不满，坚决反对建交国与台湾有任何形式的官方往来，并敦促立陶宛坚持“一中原则”，恪守建交承诺。台湾选择的“台独是死路一条，任何妄图在国际上制造‘两个中国’、‘一中一台’的图谋都不会得逞。”国务院台湾事务办公室发言人朱凤莲将驻立陶宛设立代表处称为“谋独”。她表示，“再怎么折腾，也改变不了台湾是中国一部分的事实，撼动不了一个中国的国际格局”。
8月10日，中華人民共和國決定召回駐立陶宛大使，並要求立陶宛召回駐中華人民共和國大使。立陶宛外交部對此表示「要藉這個機會重申，立陶宛尊重一个中国原則，但已決心與歐盟還有世界上其他國家一樣，要與台灣發展互惠關係。」立陶宛總統瑙塞達表示，立陶宛身為主權獨立國家，「可在不違反國際義務的前提下，自行決定與哪些國家或地區，在經濟與文化領域發展關係。」，并表示希望中華人民共和国改变召回大使的决定。
8月11日，中華人民共和国外交部发言人华春莹回应欧盟和立陶宛的声明称：“一个中国原则的含义不容歪曲。对于嘴上说坚持一个中国原则，实际上却公然同台湾当局搞官方往来，甚至为‘台独’势力站台的行径，中国人民绝不答应”。
10月14日，中華人民共和國駐英國大使館得知英國外交大臣特拉斯表態支持並承諾聲援立陶宛與臺灣發展關係的發言後相當不滿，發聲明警告特拉斯別在中英关系上製造新的障礙。
11月19日，在驻立陶宛台湾代表处成立后，中華人民共和國外交部发言人和国务院台湾事务办公室發言人均表示强烈抗议和坚决反对，发言人表示中方将采取一切必要措施，捍卫国家主权和领土完整，由此产生的一切后果由立方负责。中方除譴責外，此次則透過新華社發表社評，陳述立陶宛在1991年簽署的《中華人民共和國和立陶宛共和國建交聯合公報》中曾明確規定不和台灣建立官方關係和進行官方往來。評論批評立方罔顧國家信譽，背棄其政治承諾，干涉內政。還表示早在1970年代中華人民共和國與欧洲共同体建立正式關係之時，歐方就承諾「不同台灣保持任何官方關係或締結任何協定」，這一承諾對歐盟及成員國構成法定義務和約束，應該言而有信。
11月21日，中華人民共和国外交部宣布「將兩國外交關係不得不降為代辦級」。11月26日，「中華人民共和國駐立陶宛共和國大使館」降格并更名為「中華人民共和國駐立陶宛共和國代辦處」，要求立方也比照撤銷大使館稱謂。11月25日，中华人民共和国外交部部长王毅同匈牙利外交部长西雅尔多·彼得举行视频会晤。王毅强调，设立駐立陶宛台灣代表處一事，是立陶宛“在国际上制造‘一中一台’，公然对中国发起政治挑衅，形成了恶劣先例。立陶宛此举严重违背了建交时所作承诺，严重违背了一个中国原则。”
2022年8月10日，中國駐立陶宛臨時代辦曲柏華在媒體表示立陶宛如果想跟中國修復外交關係，第一件事就是要把台灣代表處改名，直接撤掉辦公室會更好。立陶宛外交部長藍柏吉斯早在8日就投書英國每日电讯报，中國因台灣設處，對立陶宛發動貿易戰，中國的作為是對歐盟和西方國家的挑戰，不應該被姑息。中華民國外交部11日也回應，立國不畏中國打壓，以具體行動堅定支持台立深化友誼的立場，台灣與立陶宛皆為主權獨立國家，有自主權利選擇與世界各國發展關係，不容任何國家以任何理由干涉或打壓。

### 美国
美国国务院东亚和太平洋事务局在Twitter發文表示，美方歡迎臺灣擴展國際夥伴關係與因應共同挑戰的努力，強調「我們讚賞駐立陶宛台灣代表處的成立」。美國在台協會亦透過新聞稿表示「美國肯定駐立陶宛台灣代表處的設立協議，所有國家都應享有與台灣締結更緊密關係及拓展合作的自由。」
2021年8月10日，美國國務院發言人普萊斯對此回應，美國與北大西洋公约组织盟友立陶宛站在一起，譴責中國報復性作為。在歐洲夥伴與臺灣發展互惠關係、抵抗北京行徑之際，美國給予他們支持。
聯邦參議員魯比歐表示：「中國大陸的懲罰性外交，不會讓支持台灣的民主國家噤聲，如立陶宛般的自由國家有權與其他民主夥伴往來，我們必須挺身而出對抗中國共產黨的侵略。」
2021年11月19日，因為「駐立陶宛台灣代表處」18日正式掛牌，立陶宛外長藍斯柏吉斯19日證實，立陶宛將與美國進出口銀行簽署6億美元的出口信貸協議，藍斯柏吉斯也敦促歐盟儘快給予「實質性幫助」。

### 欧盟
因應中華人民共和國召回大使，歐洲對外事務部發言人回應，歐盟承認中華人民共和國代表中國政府，但同時歐盟也有興趣與台灣進一步深化關係，因此歐盟在台北設有歐洲經貿辦事處。且歐盟不認為歐洲在台設處或是台灣在歐洲設處違反歐盟的一個中國政策。
2021年9月1日，歐洲議會外委會通過「台歐盟政治關係暨合作」報告，該報告成為法律奠定的基礎。
2021年11月，欧洲议会對中關係代表團長包瑞翰則表示「很重要地，設立台灣代表是完全與歐盟的一個中國政策相符，歐盟從來沒有同意中國的一個中國原則。這是很大的不同，我們必須不容許北京強加他們的觀點。」

### 斯洛維尼亞
2021年9月13日，斯洛維尼亞總理楊薩致函歐洲聯盟27國領導人，對於立陶宛與臺灣發展關係而遭到中國召回大使以示抗議，表示「在尊重長期的『一個中國』政策同時，不可否認臺灣仍然是歐盟的重要夥伴。立陶宛與所有歐盟成員國一樣，是個主權國家，完全有權發展與臺灣的關係。我們必須表現得更積極主動，堅決聲援立陶宛。我們必須向中國表明我們彼此站在一起，而且我們不會讓中國威脅我們任何人。」
2022年1月17日，斯洛維尼亞總理楊薩在接受印度電視台DD India訪問時表示，兩岸間有密切的生意往來，北京沒有道理阻止其他國家與台灣建立經貿關係。關於立陶宛因「台灣代表處」遭到中國政經報復，楊薩以「駭人聽聞」形容如此孤立小國的作法。對立陶宛或歐洲其他國家施壓，都不會使中國政府受益。楊薩並透露，斯洛維尼亞計畫像立陶宛一樣，提升與台灣的關係，現正在與台灣洽談互設代表處。

### 英国
2021年10月11日，英國外交大臣特拉斯在與立陶宛、拉脫維亞以及愛沙尼亞外交部長召開的四方會議中，表態支持並承諾聲援立陶宛與臺灣發展關係。